# Michałowice (Grójec)
Pour les articles homonymes, voir Michałowice.
Michałowice (prononciation : [mixawɔˈvit͡sɛ]) est un village polonais de la gmina de Mogielnica dans le powiat de Grójec de la voïvodie de Mazovie dans le centre-est de la Pologne.
Il se situe à environ 5 kilomètres au sud de Mogielnica (siège de la gmina), 26 kilomètres au sud de Grójec (siège du powiat) et à 66 kilomètres au sud de Varsovie (capitale de la Pologne).

## Histoire
De 1975 à 1998, le village appartenait administrativement à la voïvodie de Radom.